# Выборы в Верховный совет Республики Хакасия (2009)
Выборы депутатов Верховного Совета Республики Хакасия пятого созыва состоялись 1 марта 2009 года.
37 депутатов Верховного Совета избираются по мажоритарной избирательной системе по одномандатным избирательным округам, 38 депутатов – по пропорциональной избирательной системе по республиканскому избирательному округу, при этом используются закрытые списки без разделения на региональные группы. Общее число кандидатов в списке не может превышать 50 человек. При распределении мандатов используется метод наибольших остатков.
Срок полномочий – 4 года.

## Списки партий
В выборах приняли участие региональные отделения 5 политических партий.
| Партия              | Первая "тройка" кандидатов |
| ------------------- | --- |
| Единая Россия       | Депутат Государственной Думы Виктор Зимин, председатель Верховного Совета РХ Владимир Штыгашев, мэр г.Абакана Николай Булакин |
| КПРФ                | Депутат Верховного Совета РХ Владимир Керженцев, председатель профсоюза ОАО «МКК-Саянмрамор», депутат ВС РХ Надежда Петрова, директор ООО «Инженерно-инновационный центр «Горняк», депутат ВС РХ Алексей Майнагашев                                                                      |
| ЛДПР                | Председатель ЛДПР Владимир Жириновский, помощник депутата Государственной Думы Валерий Старостин, директор МУП «Комбинат благоустройства и озеленения» г. Саяногорска, депутат ВС РХ Любовь Кузьминкина                                                                                  |
| Патриоты России     | Председатель партии "Патриоты России" Геннадий Семигин, председатель Совета директоров ОАО «Абаканвагонмаш» Сергей Привалов, заведующий кардиологического отделения - врач-кардиолог Абаканской городской больницы Владимир Баев                                                         |
| Справедливая Россия | Генеральный директор ЗАО «Саянстрой», депутат ВС РХ Николай Дудко, директор Института непрерывного педагогического образования Хакасского государственного университета Людмила Миндибекова, редактор социальных программ ООО Рекламное агентство «Медведь», депутат ВС РХ Татьяна Ежова |

## Результаты выборов
| Партия              | Количество голосов | Количество мандатов по пропорциональной системе | Количество мандатов по мажоритарной системе | Общее количество мандатов |
| ------------------- | ------------------ | ----------------------------------------------- | ------------------------------------------- | ------------------------- |
| Единая Россия       | 57,33%             | 22                                              | 31                                          | 53                        |
| КПРФ                | 14,69%             | 6                                               | 1                                           | 7                         |
| ЛДПР                | 10,24%             | 4                                               | 1                                           | 5                         |
| Патриоты России     | 7,27%              | 3                                               | -                                           | 3                         |
| Справедливая Россия | 7,18%              | 3                                               | 1                                           | 4                         |
| Самовыдвижение      | -                  | -                                               | 3                                           | 3                         |